# Фортунато Деперо
Фортунато Деперо (італ. Fortunato Depero; 30 березня 1892 — 29 листопада 1960) — італійський художник, скульптор, дизайнер, ілюстратор, костюмер та сценограф. Представник другої хвилі футуризму. Розробив дизайн пляшки напою Campari Soda яка використовується дотепер.

## Біографія
Народився на півночі Італії у містечку Фондо. Перший інтерес до мистецтва Деперо виявив у 1907 році розпочавши навчання у королівській школі Елезабеттіна (Роверето) за напрямком прикладного мистецтва. Там він відпрацьовує техніку роботи з аквареллю та вугіллям. Також цікавиться скульптурою та деякий час працює з мармуром. У 1913 за власний кошт публікує першу збірку своїх робіт під назвою Spezzatture що включає поезію, оповідання та малюнки Деперо.
У 1914 році вирушає до Рима де починає відвідувати місцеві мистецькі заходи. Згодом знайомиться з Джакомо Балла який вводить його в коло італійських футуристів. Деперо захоплюється ідеями футуризму та працює над розширенням теоретичного підґрунтя течії. У результаті в 1915 році разом з Баллою він публікує маніфест «Футуристична реконструкція всесвіту» (італ. Il recostruzione futurista dell'universo) у якому митці проголошують себе футуристами-абстракціоністами та переносять ідеї футуризму на прикладні форми мистецтва. Відтак художники прагнули розмити та об'єднати поняття високого та популярного мистецтва та ввести його у повсякденне життя. Зокрема Деперо поєднує поняття футуризму в театрі та публікує теоретичну роботу Colori, azione cromatico-rumorista di quattro solidi geometrici.
Навесні 1916 року Деперо проводить у Римі першу виставку цілковито присвячену своїй футуристичній творчості. Також художник починає співпрацю з російським імпресаріо Дяглієвим і створює сценографію та костюми для балетів Le chant du rossignol та Le Jardin zoologique, які в результаті ніколи не були реалізовані. Завдяки знайомству з балетмейстером Деперо товаришує з письменником Ґільбертом Клавелем який стає близьким другом митця і протагоністом його двох картин Ritratto di Gibert Clavel у 1917 та 1918 роках.
У 1917 році створює ілюстрації до книги Клавеля Un istituto per suicidi. В тому ж році вони розпочинають роботу над спільним театральним проєктом Balli plastici. В цій роботі Деперо повною мірою проявляє футуристичний підхід та використовує поєднання яскравих кольорів та фігур маріонеток, як головних героїв вистави.
У 1928 році в надії побудувати кар'єру в Америці переїжджає до Нью-Йорка. Працює графічним дизайнером у низці американських журналів та артдиректором San Pellegrino Campari.
У 1930 повертається до Італії де використовує візуальні ідеї футуризму на користь фашистської пропаганди. Окрім візуальних творів на підтримку режиму художник пише та публікує збірку патріотичної поезії A passo romano. Після повернення на батьківщину бере участь у Венеціанській Бієнале (1932, 1936) та Міланській Трієнале(1933).
По закінченню Другої світової війни Деперо приймає рішення вдруге переїхати до Нью-Йорка.

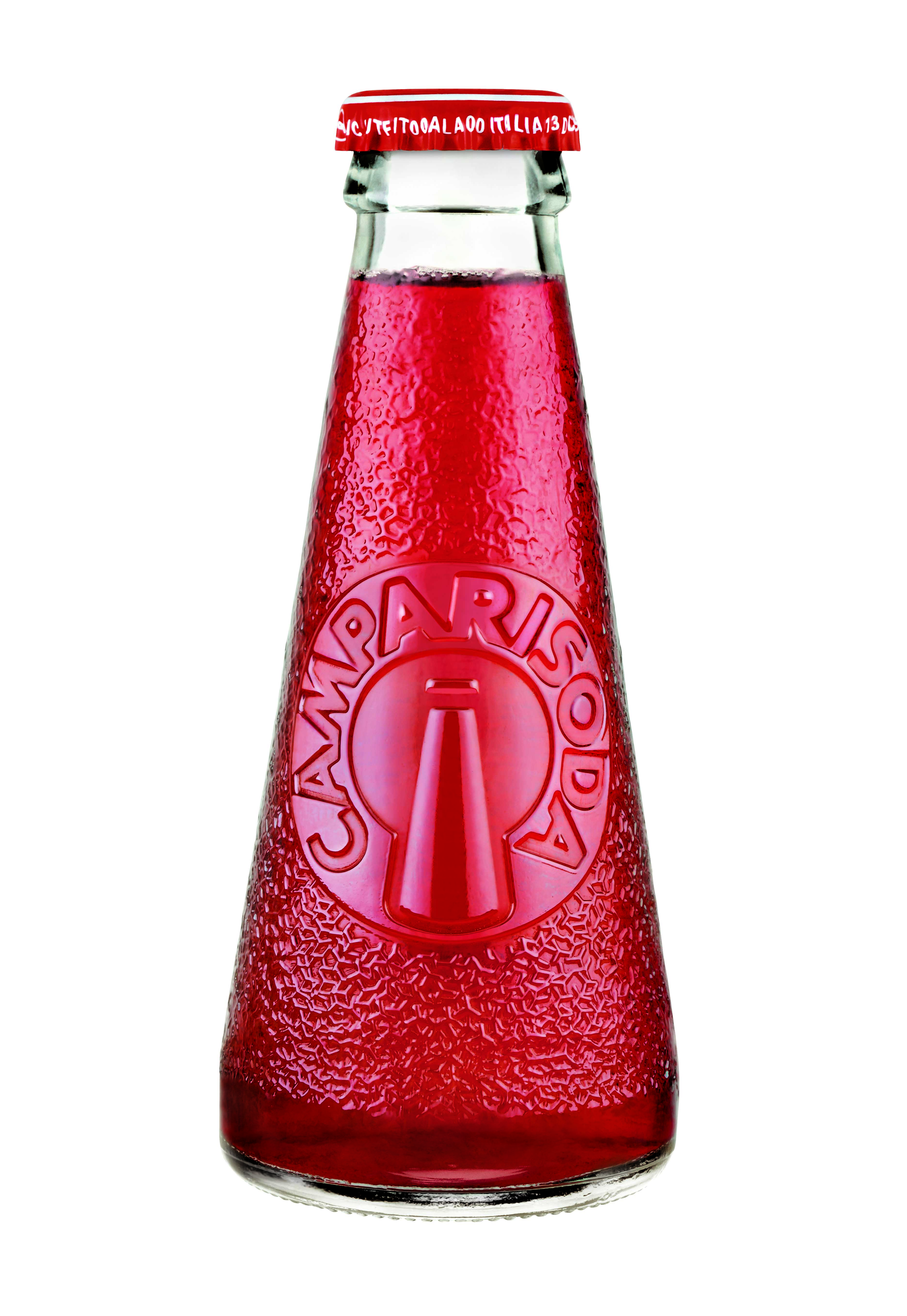
Campari Soda, дизайн пляшки Фортунато Деперо

## Смерть
Після повернення з Америки у 1949 році живе у Роверето, де 29 листопада 1960 року Деперо помирає від діабету у віці 68 років. Страждаючи на геміпарез останні два роки митець не мав змоги писати картини.

## Ілюстрація та типографія
Окрім створення дизайну пляшки для напою Фортунато Деперо досить близько співпрацює з Campari та довгий час відповідає за ілюстрацію та візуальні рішення компанії пов'язані з рекламою. Художник впроваджує динаміку футуризму у кольорах та експериментах з типографією яку оформлює у книзі Depero Futurista (1927). Також Деперо створює низку постерів та як ілюстратор співпрацює з виданням Vogue, Vanity Fair, The New Yorker.

## Художня спадщина
Найбільша кількість творів художника знаходиться у Музеї сучасного мистецтва Тренто та Роверето, на базі якого у 1957 році Деперо власноруч започатковує La Casa d'Arte Futurista Depero, відділ присвячений італійському футуризму. У 2009 році з нагоди сторіччя художньої течії музей разом з архітектором Ренато Ріцці відтворив оригінальний проєкт Фортунато Деперо та презентував відреставрований комплекс. Окрім того, роботи художника можна побачити в постійній експозиції Музею Новеченто та музею дизайну ADI у Мілані.